# Manuscrisul găsit la Saragosa (film)
Manuscrisul găsit la Saragosa (în poloneză Rękopis znaleziony w Saragossie, Manuscrisul găsit la Zaragoza) este un film polonez din 1965 regizat de Wojciech Has, bazat pe un roman omonim din 1815, Manuscrisul găsit la Saragosa, scris de contele Jan Potocki. Are loc în Spania și prezintă o povestire în ramă care conține elemente gotice, picarești și erotice. Intriga începe în timpul războaielor napoleoniene, dar descrie și alte evenimente care se petrec cu câteva decenii mai devreme în timpul domniei regelui Filip al V-lea (fl. 1700–1746). Într-o clădire pustie, în timpul războiului, doi ofițeri din tabere opuse găsesc la etaj un manuscris, care spune povestea bunicului ofițerului spaniol, Alphonso van Worden (Zbigniew Cybulski). Van Worden a călătorit prin regiune cu mulți ani în urmă, acesta a fost afectat de spirite rele și a întâlnit personaje diferite ca de exemplu un cabalist, un șeic și un rom, care i-au spus fiecare mai multe povestiri, dintre care multe se întrepătrund și interacționează între ele. 
La lansarea sa, filmul a avut un succes relativ în Polonia și în alte părți din Europa de est socialistă. În Franța, spectatorii au primit filmul mult mai bine. Ulterior, a avut un succes mai mare în Statele Unite ale Americii, atunci când regizori ca Martin Scorsese și Francis Ford Coppola l-au redescoperit și au încurajat răspândirea acestuia. Aceștia au finanțat recuperarea exemplarului original al filmului, care a fost lansat cu subtitrare în limba engleză pe casetă video și DVD în 2001. 
În sondajul din 2015 realizat de Muzeul Polonez al Cinematografiei din Łódź, Manuscrisul găsit la Saragossa a ocupat locul al doilea pe lista celor mai bune filme poloneze din toate timpurile (după Pământul făgăduinței de Andrzej Wajda).

## Prezentare
În timpul unei bătălii din orașul aragonez Saragosa (Zaragoza) în timpul războaielor napoleoniene, un ofițer se retrage la etajul doi al unui han. El găsește o carte mare, cu desene cu doi bărbați, atârnați în ștreang și cu două femei într-un pat. Un ofițer inamic încearcă să-l aresteze, dar ajunge să citească și să traducă cartea pentru el; în timp ce al doilea ofițer recunoaște autorul ca fiind propriul bunic, care era căpitan în Garda valonă. 
Strămoșul, Alfonso van Worden (Zbigniew Cybulski), este prezentat cu doi servitori, el caută drumul cel mai scurt prin Munții Sierra Morena. Cei doi servitori îl avertizează în legătură cu traseul ales deoarece acesta ar trece printr-un teritoriu bântuit. La un han aparent părăsit, Venta Quemada, este invitat să ia masa cu două prințese maure, Emina (Iga Cembrzyńska) și Zibelda (Joanna Jędryka) într-o cameră secretă interioară. Acestea îl informează pe căpitan că sunt verișoarele lui și, deoarece este ultimul din familia lui Gomelez, el trebuie să se căsătorească cu amândouă pentru a avea moștenitori. Cu toate acestea, el trebuie să se convertească la islam. El în glumă le numește fantome (în ciuda faptului că le-a spus servitorilor săi cu mare vitejie că fantomele nu există). Apoi acestea îl seduc și îi dau să bea dintr-un pahar în formă de craniu. 
El se trezește și descoperă că se află din nou într-un ținut pustie, culcat pe jos lângă un morman de cranii, sub o spânzurătoare. El întâlnește un preot pustnic care încearcă să vindece un bărbat posedat; acesta din urmă își spune povestea sa, care implică și două surori și un alt tip de dragoste interzisă. Alfonso doarme în capela schitului, dar noaptea aude voci ciudate. 
Când se trezește și pleacă, este prins de Inchiziția spaniolă. Dar este salvat de cele două prințese, ajutate de banda fraților Zoto (dintre care doi păreau că sunt pe moarte, la pământ, lângă spânzurătoare). Ajunge iar în camera interioară, unde cele două prințese arată că sunt îndrăgostite de Alfonso, dar sunt întrerupte de șeicul Gomelez, care îl obligă pe căpitan, sub amenințarea morții, să bea dintr-un pahar în formă de craniu. 
Din nou, Alfonso se trezește sub spânzurătoare, dar de data aceasta, un cabalist se află lângă el. În timp ce călăresc spre castelul cabalistului, celor doi li se alătură un geometru sceptic, care remarcă: „Mintea umană este gata să accepte orice, dacă este folosită cu bună știință”. Astfel se încheie prima parte a filmului. 
Partea a doua conține în primul rând de povești în povești care sunt spuse de starostele unei șatre de țigani care vizitează castelul. Povestea-cadru (sau povestea în poveste în poveste) începe să devină foarte complexă, deoarece unele dintre poveștile interioare se împletesc, astfel încât poveștile ulterioare aruncă o nouă lumină asupra experiențelor anterioare povestite de alte personaje. Se recomandă mai multe vizualizări ale filmului pentru a-i înțelege intriga, precum și pentru a identifica apariția anumitor personaje înainte ca acestea să fie „introduse” de către țiganul povestitor pentru a-și spune propriile povești.
În cele din urmă, lui Alfonso i se spune să se întoarcă la Venta Quemada, unde le reîntâlnește pe cele două prințese. Își ia rămas bun de la ele și șeicul îi oferă cartea mare de la începutul filmului, astfel încât să-și poată scrie sfârșitul propriei povești. Șeicul îi explică că întreaga aventură a fost doar un „joc” conceput pentru a testa personajul lui Alfonso. 
Alfonso se trezește din nou sub spânzurătoare, dar de data aceasta cei doi slujitori ai săi sunt în apropiere - este ca și cum ar fi pe cale să înceapă călătoria pe care tocmai a „visat-o”. La micul han din Saragossa, el scrie ceva în cartea cea mare până când cineva îl anunță că cele două prințese îl așteaptă. El aruncă cartea deoparte și aceasta cade pe masa unde a găsit-o inamicul urmașului său la începutul filmului.

## Distribuție
- Zbigniew Cybulski - Alfonse Van Worden
- Iga Cembrzyńska - Prințesa Emina
- Elżbieta Czyżewska - Donna Frasquetta Salero
- Gustaw Holoubek - Don Pedro Velasquez
- Beata Tyszkiewicz - Donna Rebecca Uzeda
- Joanna Jędryka - Zibelda
- Bogumił Kobiela - Senor Toledo
- Zdzisław Maklakiewicz - Don Roque Busqueros
- Leon Niemczyk - Don Avadoro
- Barbara Krafftówna - Camilla de Tormez
- Stanislaw Igar - Don Gaspar Soarez
- Jan Machulski - Contele Pena Flor
- Kazimierz Opaliński - Hermit / Sheik
- Janusz Kłosiński - Don Diego Salero
- Slawomir Lindner - tatăl lui Van Worden
- Miroslawa Lombardo - mama lui Van Worden
- Franciszek Pieczka - Pacheco
- Adam Pawlikowski - Don Pedro Uzeda
- Krzysztof Litwin - Don Lopez Soarez
- Jadwiga Krawczyk - Donna Inez Moro

## Producție
Romanul Manuscrisul găsit la Saragosa a fost recomandat regizorului de Tadeusz Kwiatkowski , care a devenit ulterior scenaristul filmului. Wojciech Has a apreciat importanța operei în cultură și istorie, bogăția personajelor care apar în ea și, de asemenea, a atras atenția asupra narațiunii, care permite experimente de film în timp și spațiu și metode complet diferite de punere în scenă.
Wojciech Has s-a gândit de mult ori la modul în care opera lui Potocki ar putea fi adaptată în limbajul cinematografic. Într-un interviu din 1963 pentru revista poloneză „Film” , Has a declarat că dorește ca Manuscrisul găsit la Saragosa să fie atât o parabolă realistă, cât și una poetică despre om. În același timp, planurile acestuia au fost sub presiune de către Comitetul Central al Partidului Muncitoresc Unit Polonez, care, în Rezoluția Secretariatului Comitetului Central pentru Cinematografie, a solicitat căutarea unor „subiecte care exprimă ideile progresiste și aspirațiile eliberatoare ale națiunii și oameni care apar în istoria Poloniei din ultima mie de ani, folosind opere remarcabile în acest domeniu din literatura poloneză”. Unii regizori, inclusiv Has, au început să-și adapteze literatura națională, nedorind să participe la reactivarea realismului socialist.
Un scenariu foarte detaliat a făcut posibilă schițarea unui film exact a ceea ce ar fi rămas imaginației cititorului care ar fi terminat opera lui Potocki. Lidia și Jerzy Skarżyński și Tadeusz Myszorek, responsabili cu decorul și costumele filmului, au reconstituit peisajul spaniol din prima jumătate a secolului al XVIII-lea fără a părăsi țara. Pentru cerințele platoului de filmare, familia Skarżyński a proiectat 232 de costume, iar întregul proces a fost urmărit îndeaproape de regizor însuși. Filmările principale, de care a fost responsabil Mieczysław Jahoda, au avut loc în principal în Jura Krakowsko-Częstochowska, lângă Częstochowa. Decorațiunile pentru scenele din Madrid au fost construite lângă Morskie Oko, un lac glaciar din Tatra, lângă Wroclaw. Filmările au început în 1963 și au durat peste un an.

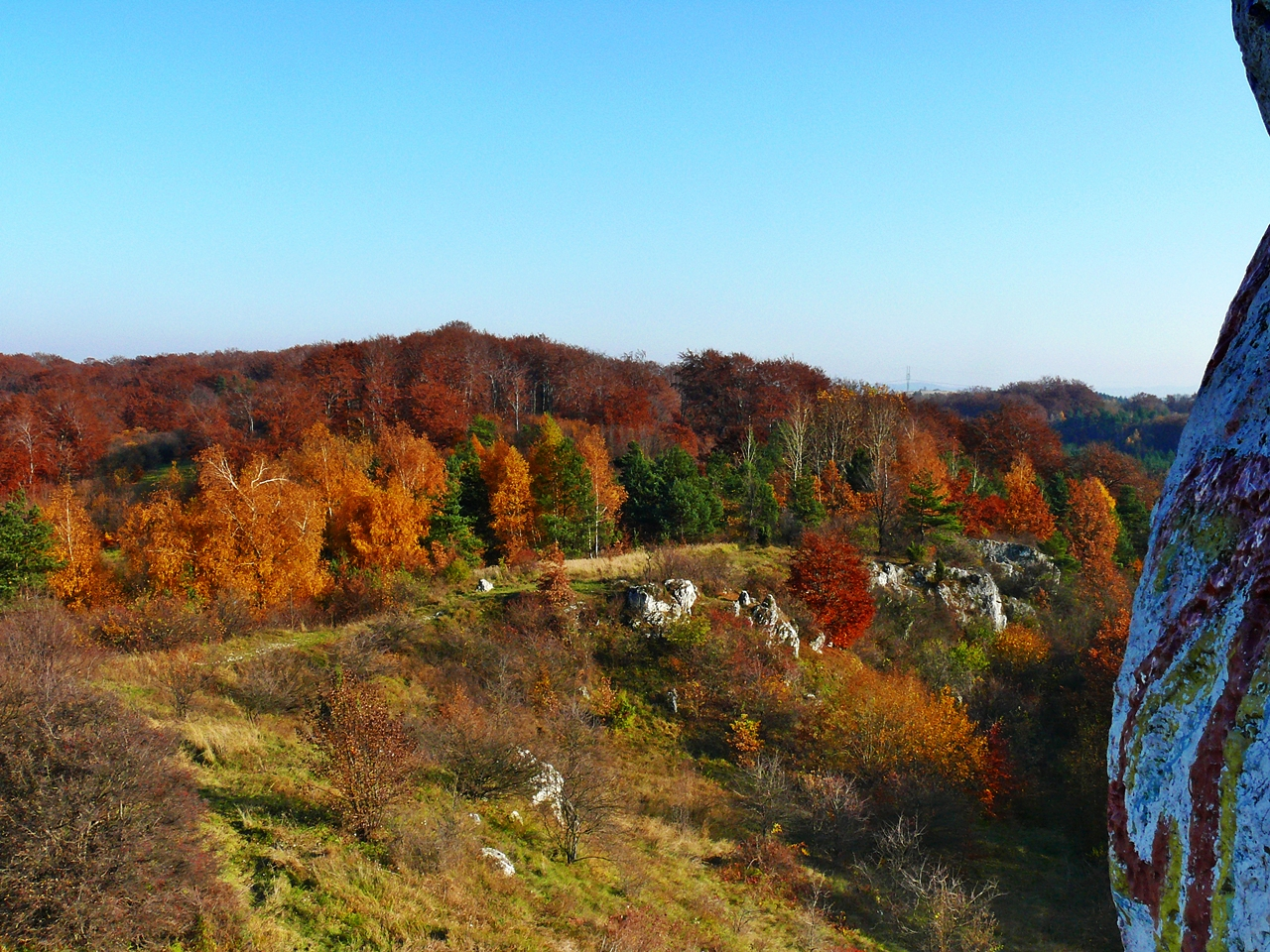
Filmul a fost turnat lângă Częstochowa în partea de est a zonei montane Silezia-Cracovia unde se află locuri care imită peisajele spaniole și la Morskie Oko, Wrocław, în Polonia.

Un număr excepțional de mare de actori a apărut pe platoul de filmare - în total 187, fără a lua în calcul figuranții. Rolul principal al lui Alfons van Worden urma să fie interpretat de Zbigniew Wójcik, un actor al Teatrului Stary din Cracovia, care a murit cu puțin timp înainte de începerea filmărilor. Apoi, rolul principal a fost distribuit unui actor francez de origine poloneză, André Claire, care, după cum s-a dovedit după sosirea sa în platou, era de fapt Andrzej Trześniewski. Primele zile de filmare au arătat că Trześniewski „era complet incapabil să se descurce cu rolul” și, prin urmare, rolul i-a fost acordat în cele din urmă lui Zbigniew Cybulski.
Mirosława Lombardo a primit rolul mamei lui von Worden, deoarece regizorului i-a plăcut fotografia ei din revista „Ecran” (Ekran). Aceasta a avut avantajul de a ști să călărească, astfel actrița nu avea nevoie de duble pentru scenele sale.
Muzica filmului Manuscrisul găsit la Saragosa a fost scrisă de Krzysztof Penderecki. În acea perioadă, compozitorul, care experimenta cu muzica de film, a folosit, printre altele, casete și sintetizatoare pentru a crea compoziția sa muzicală. Stratul muzical al Manuscrisului... este o parodie a barocului târziu (Vivaldi) și a clasicismului timpuriu (Beethoven, Haydn, Mozart). Muzica lui Penderecki acoperă multe genuri diferite, de la flamenco la muzică electronică.
Comitetul polonez de evaluare tehnică a comisiei principale a cinematografiei a făcut comentarii cu privire la filmul lui Has, oferindu-i o notă bună, dar nu maximă.

## Lansare
Premiera filmului, programată pentru 25 ianuarie 1965, a avut loc în cele din urmă la 9 februarie în același an în Sala Congreselor (Sala Kongresowa) din Varșovia. Pentru cinefilii polonezi, buclele narative au reprezentat o mare provocare și mulți spectatori plictisiți au plecat în timpul proiecției.
În Polonia, Manuscrisul găsit la Saragosa a fost inițial acceptat cu rezervă. Jerzy Płażewski i-a dedicat puțin spațiu în Istoria cinematografiei, numind filmul „o pastișă amuzantă a unei povești romantice cu costume de epocă și săbii”. Recenziile Manuscrisului... au fost prudente și scurte. Criticii polonezi au reacționat diferit la lucrările lui Has: au existat opinii conform cărora regizorul „a pierdut cu imprudență posibilitatea de a ajunge în vârf” (Jaszcz), iar filmul său „este atât de bizar încât este unic la scară mondială (...) Din punct de vedere al spectaculosului Manuscrisul... este cea mai mare realizare din istoria filmului nostru” (Zygmunt Kałużyński).
În Franța, spectatorii au primit filmul mult mai bine. Zbigniew Cybulski a subliniat după proiecția filmului la Palais de Chaillot din Paris că publicul local nu a avut probleme cu descifrarea umorului specific al piesei. 
Filmul a fost lansat în Polonia, cu o durată netăiată de 182 minute, dar a fost scurtat pentru lansare în SUA și Marea Britanie la 147 minute și, respectiv, 125 minute.
În Statele Unite, Manuscrisul..., în ciuda versiunii sale scurtate, a fost considerat un film idol, iar unele cercuri intelectuale și artistice de pe coasta de vest și de est l-au plasat pe picior de egalitate cu filme ca Noaptea morților vii (George A. Romero) și Eraserhead (David Lynch).
Cu toate că a fost un film favorit, a avut o distribuție idiosincratică (particulară), mai ales în Statele Unite. La un moment dat, drepturile americane asupra filmului erau deținute de un măcelar din Chicago care avea doar câteva copii ale peliculei. Până în anii 1990 a existat doar o singură copie cu subtitrare în engleză cunoscută în întreaga lume și s-a dovedit a fi incompletă.
Jerry Garcia ar fi ajuns să fie interesat de film atunci când l-a văzut în 1966 la Centrul Cedar din San Francisco. În anii 1990, Jerry Garcia a oferit arhivei Edith Kramer 6.000 de dolari pentru a ajuta la găsirea și restaurarea unei copii subtitrate a filmului. Kramer a achiziționat filmul de la distribuitorul parizian Koukou Chanska, dar în curând și-a dat seama că și această versiune era incompletă. Jerry Garcia a murit a doua zi după ce copia a ajuns din Franța. După ce Garcia a dispărut din această afacere și existența oricărei copii definitive a devenit incertă, Martin Scorsese a intervenit, cheltuind 36.000 de dolari americani pentru găsirea, restaurarea și subtitrarea copiei personale a regizorului Wojciech Has. Fascinați de noua copie a filmului, Martin Scorsese și Francis Ford Coppola au impulsionat refacerea versiunii complete a filmului de 180 de minute, care a avut premiera în Statele Unite în 1997. Filmul restaurat a fost relansat în 2001, acesta este disponibil comercial în format VHS și DVD. Filmul se numără printre cele 21 de filme clasice poloneze restaurate digital, alese pentru colecția Martin Scorsese Presents: Masterpieces of Polish Cinema (Martin Scorsese Prezintă: Capodopere ale cinematografului polonez).

## Primire
Pe site-ul Rotten Tomatoes, filmul are un rating de aprobare de 93% pe baza a 14 recenzii, cu o medie  de 7,8 din10.
Criticul polonez Michał Oleszczyk⁠(pl)[traduceți] a afirmat că „filmul a rămas o ciudățenie falnică după mai mult de o jumătate de secol de la premieră: cu un buget de optsprezece milioane de zloți într-o perioadă când un film obișnuit costa doar o treime din această sumă, poate fi cel mai ciudat film epic din toate timpurile, cu o structură narativă în cutie chinezească care încă orbește [spectatorul] cu frumusețea sa complicată și întortocheată."
Kristin Jones de la The Wall Street Journal a scris că, „Pe măsură ce întrepătrunde raționalul cu supranaturalul, Manuscrisul... devine o sărbătoare a povestirii și a minunilor cinematografiei. De asemenea, sugerează inevitabilitatea revenirii în trecut; mai mult ca o gaură de vierme narativă care duce mereu înapoi la piciorul unei spânzurători înainte ca povestirile să continue."
Stephen Halden, critic la The New York Times, a descris filmul lui Has ca „o meditație elaborată, plină de umor asupra relației dintre realitate și iluzie, jucată într-un stil autoironic, rece din punct de vedere emoțional”.
Se consideră că formează o trilogie împreună cu filmele Sanatoriul timpului (1973) și Călătoria uimitoare a lui Balthazar Kober (Niezwykła podróż Balthazara Kobera, 1988), toate realizate într-un stil picaresc, extravagant.